# Domestikace

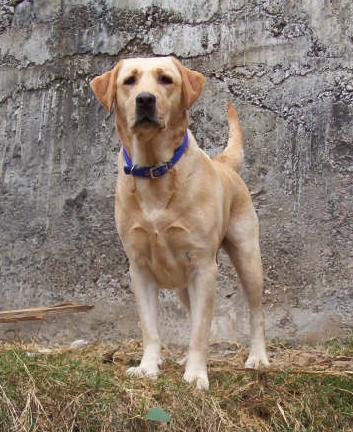
Pes je možná jeden z nejdéle domestikovaných druhů živočichů, někdy se udává až před 15000 lety. Domestikace byla zaznamenána před 11500 lety v Jihozápadní Asii, ale mtDNA analýza stanovuje nejzazší mez pro společného předka současných psů na 16300 let. Nová studie ukazuje na starší oddělení od vlka. Překvapivě jeho jídelníček tvořily rostliny více, než se předpokládalo.

Domestikace (též zdomácnění) je postupné cílevědomé přetváření divoce žijících druhů organismů (živočichů, ale i rostlin, bakterií, ...) v druhy domestikované, vhodné k chovu. Jedná se o vícegenerační proces, který spočívá v trvalé genetické modifikaci druhu, která vede k vrozené adaptaci na člověka. Tak může mít člověk i vliv sám na sebe a mluvíme tak o sebedomestikaci. Člověk o organismus pečuje, má značný vliv na jeho reprodukci a získává potřebné suroviny (mléko, kůži aj.). Tyto faktory přispěly k populační explozi.
Za domestikovaný organismus je považován takový druh nebo poddruh, který se rozmnožuje pod kontrolou člověka. Domestikované organismy se nemnoží ve volné přírodě, buď proto, že toho nejsou schopny, nebo proto, že byla volně žijící forma vyhubena. Pokud se domestikovaný organismus dostane do volné přírody a začne se množit nezávisle na člověku, označujeme ho za zdivočelý (např. mustang, pes dingo, městský holub). Proces opačný domestikaci se nazývá zdivočení neboli feralizace.
Některé druhy byly domestikovány už v dávné minulosti (neolitická revoluce), některé druhy teprve v nedávno uplynulých desetiletích, jako např. některá kožešinová zvířata. Za domestikované druhy musíme považovat také některé druhy ptáků chovaných v klecích, např. papouška andulku, japonskou křepelku, kanára apod., stejně tak jako některé druhy akvarijních ryb, např. paví očko (gupka), mečovka, rájovec, a podobně.
Během domestikace došlo k fyzickým změnám domestikovaných zvířat, např.: délka končetin, změna osrstění, tvar lebky, změny v CNS (hlavně omezení činnosti smyslového a pohybového aparátu), v rozmnožování nebo produkci mléka. Došlo také ke zmenšení velikosti mozku. Asi o 40 % se zmenšila část mozku ovlivňující chování jako agresi, reakce na stres aj. Fyzické změny ovšem nejsou hlavním znakem domestikace. Například domestikovaní sobi nevytvářejí příliš velkou řadu plemen a v podstatě jsou takřka k nerozeznání od svých divokých příbuzných. Životy řady Seveřanů (Inuitů, Evenků, Čukčů, Chantů, Nenetů a dalších) jsou na sobech úplně závislé.
Toto soužití člověka se zvířetem způsobilo změny i u lidí. Tělo se muselo přizpůsobit na trávení živočišných produktů s velkým obsahem ochranných látek (např. tolerance laktózy). Lidem přineslo i onemocnění od zvířat.

## Historie
Domestikace pravděpodobně začala před 10 000 lety v oblasti mezi řekami Eufrat a Tigris. Je spojena s neolitickou revolucí, kdy lidé postupně přecházeli od kočovného způsobu života k usedlému. Přisvojovací hospodářství (lov a sběr) se změnilo ve výrobní hospodářství a lidé se začali živit zemědělstvím. Zvířata využívali k zemědělské práci, transportu, nebo jako zdroj potravy.
Prvním domestikovaným zvířetem byl pravděpodobně vlk, z něhož se stal pes domácí (Canis lupus familiaris). Pes se postupně integroval do společnosti lidí. Lidská potřeba chovat psa je pak nyní z podstatné části dědičná. Následovala domestikace dalších zvířat (např. krav, ovcí, koz a koní.) Lidé je dříve lovili stejně, jako ostatní zvěř a v silných letech si je chtěli uchovat na léta slabší. Při svých nomádských cestách je samozřejmě potřebovali mít zavřené, aby neutekli. Postupem času potřebovali také nějaké krmivo, protože v omezeném prostoru se potenciál původní země s čerpáním velkým stádem rychle vyčerpal. Domestikace tedy stojí vůbec v počátcích odklonu od lidského nomádského způsobu života, protože s permanentním zdrojem potravin lidé přestali být závislí na sledování zvěře. Domestikace se stala postupem času i zodpovědná za přeměnu lidského fenotypu při vývoji mnoha modifikací souvisejících s potřebou mít nástroje na trávení živočišných produktů, které obsahují často mnoho ochranných látek (například toleranci laktózy).

## Podmínky domestikace
Jen nepatrná hrstka zvířat však úspěšně prošla testem domestikace, většina jich nikdy domestikována nebyla, protože jsou z jednoho nebo více důvodů nedomestikovatelná. Mezi hlavní příčiny neúspěchů patří zejména složitost krmení, malá rychlost růstu, problematické rozmnožování, agresivita, panikaření a sociální struktura stáda.

### Základní podmínka domestikace
Domestikace je proces, kterým se nahrazuje přirozený výběr výběrem hospodáře. Může trvat jen několik generací, s metodou CRISPR ale i jen pár let.
Za domestikovaný se považuje takový druh, který je za uvedených podmínek chován po dobu 30 let nebo po dobu 30 generací.[zdroj?] Základní podmínkou domestikace však je, že člověk kontroluje rozmnožování (tj. připouštění u zvířat), tím z chovu vyřazuje pro člověka nevýhodné jedince a takto mění (šlechtí) genofond šlechtěného druhu. Ovšem domestikace přináší i genetické problémy.

### Princip Anny Kareninové
Problémem, proč drtivá většina zvířat nikdy domestikována nebyla, je princip Anny Kareniny (selhání některého z řady faktorů vede k celkovému neúspěchu).

### Domestikace versus zkrocení
Například slon indický je v asijských zemích používán jako hospodářské zvíře, nebyl však nikdy domestikován, neboť nikdy nebyl v zajetí množen. Trvá totiž cca 12 let, než slon dosáhne pohlavní dospělosti, takže se jeho chov nevyplatí a hospodářští sloni byli odjakživa divocí sloni, odchycení a zkrocení z přírody.
V průběhu dějin lidstva byla téměř jistě vyzkoušena domestikace všech zvířat, z kterých mohl plynout libovolný užitek, a jistě všech, která byla lovena. Lidstvu je rovněž obecně vlastní záliba v chování domácích mazlíčků, která byla pozorována i u přírodních národů. Lze předpokládat, že u řady zvířat bylo odchycení mláďat a jejich chov jako domácích mazlíčků prvním krokem k domestikaci.

### Příklady
Plody divokých mandlí jsou nesnesitelně hořké a navíc obsahují jed, který by usmrtil kohokoliv nemoudrého, kdo by ignoroval jejich chuť. Avšak v přírodě se vyskytovaly mandlovníky, které vlivem mutace postrádaly hořkost a jedovatost. Tyto byly přednostně konzumovány lidmi. Pravěký hospodář výběrem těchto mandlovníků nevědomky změnil genofond domestikovaného druhu.
Divoký hrách se množí tak, že po dozrání lusk náhle praskne a plody jsou vymrštěny do daleka. Tato vlastnost je pro člověka problematická, neboť sběr hrachu, pokud lusk při dotyku praskne a vymrští plody, je obtížný. V přírodě se však vyskytovali mutanti, kteří tuto vlastnost postrádali. Bez člověka byla tato rostlina odsouzena k nerozmnožení, neboť semena shnila v lusku. Pokud na ně pravěký člověk narazil, jistě preferoval jejich neskonale snazší sběr a přispěl tak ke změně genofondu.

## Domestikace rostlin
Domestikace rostlin začala před více než 12 tisíci lety a již se týkala více druhů. Tou dobou se objevuje i v Americe. Rozšíření domestikovaných rostlin mezi kontinenty došlo už před 3000 lety. Smldinec, rýže africká a jáhly byli domestikováni v Africe v řeky Niger. Šlechtění rostlin má několik základních cílů: zvýšení velikosti semen (např. obilí), hlíz (brambory, topinambur), úprava chuťových vlastností a chemického složení plodů (s malými semeny), rezistence či alespoň odolnost chorobám a škůdcům, mrazuvzdornost, bezostnost (bez ostnů), beztrnost (bez trnů), bez osin (obilí) uvolňování semen až při sklizni (obilí), dozrávání (malvice, peckovice, bobule, skořápkaté, oříšky atd.), tuhost slupky plodu (dle určení ke zpracování), a podobně.
| Druh       | Doba domestikace (př. n. l.) | Místo domestikace            |
| ---------- | ---------------------------- | ---------------------------- |
| pšenice    | 12 000 let                   | Úrodný půlměsíc (Karaca Dağ) |
| rýže       | 11 000 let                   | Čína (Perlová řeka)          |
| konopí     | 10 000 let                   | Čína                         |
| réva vinná | 9 000 let                    | Kavkaz a západní Asie        |
| kukuřice   | 7 000 let                    | Mexiko                       |

## Domestikace živočichů
| Druh                                     | Divoký předek                                                                                              | Doba domestikace (př. n. l.) | Místo domestikace               | Účel, užitek |
| ---------------------------------------- | --- | ---------------------------- | ------------------------------- | --- |
| ovce domácí (Ovis aries)                 | ovce kruhorohá (Ovis orientalis); často mylně uváděn muflon evropský (Ovis orientalis musimon)             | 8 000 let                    | jihozápadní Asie                | vlna, maso, mléko, kožešina, hnůj, rituály, zápasy, údržba krajiny                                                 |
| koza domácí (Capra hircus)               | koza bezoárová (Capra aegagrus)                                                                            | 8 000 let                    | Írán (pohoří Zagros)            | mléko, maso, kůže, kožešina, srst, rituály, závody, výstavy                                                        |
| prase domácí (Sus domestica)             | prase divoké (Sus scrofa)                                                                                  | 8 000 let                    | jihozápadní Asie, Čína          | maso, kůže, tuk, laboratorní zvíře, pomocník, domácí mazlíček                                                      |
| tur domácí (Bos taurus)                  | pratur euroasijský (Bos primigenius primigenius)                                                           | 6 000 let                    | Úrodný půlměsíc, Egypt          | práce (zápřah, soumar), maso, mléko, kůže, krev, trus, zápasy, rituály, údržba krajiny.                            |
| zebu (Bos indicus)                       | pratur indický (Bos primigenius namadicus)                                                                 | 6 000 let                    | Indie                           | práce (zápřah, soumar), maso, mléko, kůže, krev, trus, zápasy, rituály, údržba krajiny.                            |
| kůň domácí (Equus caballus)              | divoký kůň domácí (Equus caballus), často mylně uváděn tarpan (Equus ferus)                                | 4 000 let                    | stepi Eurasie                   | práce (tah, soumar, jízda), společník, kůže, maso, mléko, žíně, rituály, závody, výstavy, terapie, křížení s oslem |
| osel domácí (Equus asinus)               | osel africký (Equus africanus)                                                                             | 4 000 let                    | Egypt                           | práce (tah, soumar, jízda), společník, kůže, maso, mléko, rituály, křížení s koněm                                 |
| buvol domácí (Bubalus bubalis)           | buvol indický (Bubalus arnee)                                                                              | 4 000 let                    | Indie, Jihovýchodní Asie        | práce (tah, jízda), mléko, kůže, maso, rituály, zápasy, závody                                                     |
| lama krotká (Lama glama)                 | lama guanako (Lama guanicoe)                                                                               | 3 500 let                    | Andy                            | práce (soumar), vlna, kůže, maso, rituály, společník, trus, údržba krajiny                                         |
| alpaka (Vicugna pacos)                   | vinuňa (Vicugna vicigna)                                                                                   | 3 500 let                    | Andy                            | práce (soumar), vlna, kůže, maso, rituály, společník, trus, údržba krajiny                                         |
| velbloud jednohrbý (Camelus dromedarius) | divoký velbloud jednohrbý (Camelus dromedarius)                                                            | 2 500 let                    | Arábie                          | práce (jízda, soumar), závody, rituály, vlna, kůže, mléko, maso, trus                                              |
| velbloud dvouhrbý (Camelus bactrianus)   | divoký velbloud dvouhrbý (Camelus bactrianus); často mylně uváděn velbloud dvouhrbý divoký (Camelus ferus) | 2 000 let                    | střední Asie                    | práce (jízda, soumar), rituály, vlna, kůže, mléko, maso, trus                                                      |
| sob polární (Rangifer tarandus)          | divoký sob polární (Rangifer tarandus)                                                                     | 4000–2000 let                | Sibiř, severní Skandinávie      | práce (tah, soumar, jízda), kožešina, maso, mléko, trus, krev, parohy, rituály, závody                             |
| jak domácí (Bos grunniensis)             | jak divoký (Bos mutus)                                                                                     | 3000-2000 let                | Tibet                           | práce (tah, soumar, jízda), kožešina, vlna, maso, mléko, trus, rituály, závody, zápasy                             |
| tur domácí balijský (Bos domestica)      | banteng (Bos javanicus)                                                                                    | 1500 let                     | Indonésie – ostrovy Jáva a Bali | práce (tah), maso, kůže, rituály, závody, křížení s turem domácím                                                  |
| gayal (Bos frontalis)                    | gaur (Bos gaurus)                                                                                          | 1000 let                     | severovýchodní Indie, Barma     | rituály, reprezentace, maso, kůže, práce (tah)                                                                     |

| Druh                                            | Divoký předek                               | Doba domestikace (př. n. l.) | Místo domestikace                           | Účel domestikace |
| ----------------------------------------------- | ------------------------------------------- | ---------------------------- | ------------------------------------------- | --- |
| myš domácí                                      | myš domácí                                  | 15 000 let                   | Jihozápadní Asie                            | škůdce |
| pes domácí                                      | vlk obecný                                  | 14 000 let-9 000 let         | Středomoří, Jihozápadní Asie, Čína, Amerika | Společník, pomocník, domácí mazlíček, práce (tah, hlídání), maso, kožešina, závody, zápasy, výstavy, laboratorní zvíře, terapie |
| kočka domácí                                    | kočka plavá                                 | 8 000 let                    | Jihozápadní Asie, Egypt                     | Lov hlodavců (myší), společník a domácí mazlíček, výstavy, laboratorní zvíře, terapie, rituály, kožešina, maso                  |
| včela medonosná                                 | volně žijící včely                          | 7 000 let                    | Egypt, Jihozápadní Asie                     | Opylování, med, vosk, propolis, jed, rituály                                                                                    |
| kapr obecný                                     | kapr                                        | 6 000 let                    | Čína                                        | Maso |
| holub domácí                                    | holub skalní                                | 5 000 let                    | Jihozápadní Asie                            | Maso, vejce, peří, rituály, přenášení zpráv, závody, výstavy, trus                                                              |
| morče domácí                                    | morče divoké                                | 5 000 let                    | Andy                                        | Domácí mazlíček, laboratorní zvíře, maso, rituály, krmení jiných živočichů                                                      |
| bourec morušový                                 | bourec mandarínský                          | 3 000 let                    | Čína                                        | hedvábí, potravina, krmení jiných živočichů                                                                                     |
| husa domácí                                     | husa velká, husa labutí                     | 5 000 let-2 000 let          | Čína, Evropa, Egypt                         | Maso, peří, tuk, játra, vejce, hlídání, údržba krajiny, výstavy, společník                                                      |
| krůta domácí                                    | krocan divoký                               | 2 000 let                    | Mexiko, jihozápad severní Ameriky           | Maso, peří, okrasné využití, výstavy                                                                                            |
| kur domácí (Gallus gallus f. domestica)         | kur bankivský (Gallus gallus)               | 1 500 let                    | Jihovýchodní Asie                           | Maso, vejce, peří, zápasy, okrasné využití, měření času, trus, výstavy, rituály                                                 |
| perlička domácí (Numida meleagris f. domestica) | perlička kropenatá (Numida meleagris)       | 1 500 let                    | Severní Afrika                              | okrasné využití, rituály, maso, peří, vejce, hlídání, ničení škůdců                                                             |
| kachna domácí (Anas platyrhynchos f. domestica) | kachna divoká (Anas platyrhynchos)          | 1 500 let                    | Středomoří, jihovýchodní Asie               | okrasné využití, maso, peří, tuk, krev, játra, vejce, ničení škůdců                                                             |
| bílá myš, myška tanečnice                       | myš domácí                                  | 1 000 let                    | Čína                                        | Domácí mazlíček, laboratorní zvíře, krmení jiných živočichů                                                                     |
| hrdlička chechtavá                              | hrdlička palmová                            | 500 let                      | Egypt, Palestina                            | Domácí mazlíček, rituály, okrasné využití                                                                                       |
| pižmovka domácí                                 | pižmovka velká                              | 1 000 let                    | Mexiko, Amazonie                            | Maso, peří, tuk, okrasné využití                                                                                                |
| fretka                                          | tchoř tmavý                                 | 500 let                      | Středomoří                                  | Domácí mazlíček, pomocník při lovu                                                                                              |
| králík domácí                                   | králík divoký                               | 100-500                      | Středomoří                                  | Maso, kožešina, srst, trus, domácí mazlíček, výstavy, laboratorní zvíře, krmení jiných živočichů                                |
| kanár                                           | kanár divoký                                | 1560                         | Kanárské ostrovy, Španělsko                 | Domácí mazlíček, zpěv, výstavy, jiné (indikátor čistoty vzduchu v dolech)                                                       |
| křepelka japonská                               | křepelka japonská                           | 1600                         | Japonsko                                    | Vejce, maso, laboratorní zvíře, okrasné využití                                                                                 |
| chůvička japonská                               | amadina bronzová                            | 1760                         | Japonsko                                    | Domácí mazlíček, zpěv, výstavy, jiné (odchov mláďat jiných druhů pěvců)                                                         |
| potkan laboratorní                              | potkan                                      | počátkem 20. století         | Velká Británie, USA                         | Laboratorní zvíře, domácí mazlíček, krmení jiných živočichů                                                                     |
| nutrie, činčila, norek                          | nutrie říční, činčila vlnatá,norek americký | počátkem 20. století         | Velká Británie, USA                         | Kožešina, domácí mazlíček, výstavy                                                                                              |
| křeček zlatý                                    | divoký křeček zlatý                         | 30. léta 20. století         | USA                                         | Laboratorní zvíře, domácí mazlíček, krmení jiných živočichů                                                                     |

## Domestikované houby
- Pečárka dvouvýtrusá
- Hlíva ústřičná
- Ucho Jidášovo
- Houževnatec jedlý